# Anthrosol
Anthrosol ist eine Referenzbodengruppe der World Reference Base for Soil Resources (WRB). Hier werden all diejenigen Bodentypen zusammengefasst, die vom Menschen lange Zeit acker- oder gartenbaulich genutzt wurden und deren Fruchtbarkeit vom Menschen erhöht wurde.
Zu den bodenverbessernden Maßnahmen gehören z. B. die Einbringung von organischem Material, die Bewässerung oder eine spezielle Bearbeitung. Das Ausgangsgestein spielt bei den Anthrosolen, anders als bei anderen Bodentypen, eine sehr untergeordnete Rolle.

## Anthrosole und deren Verbreitung

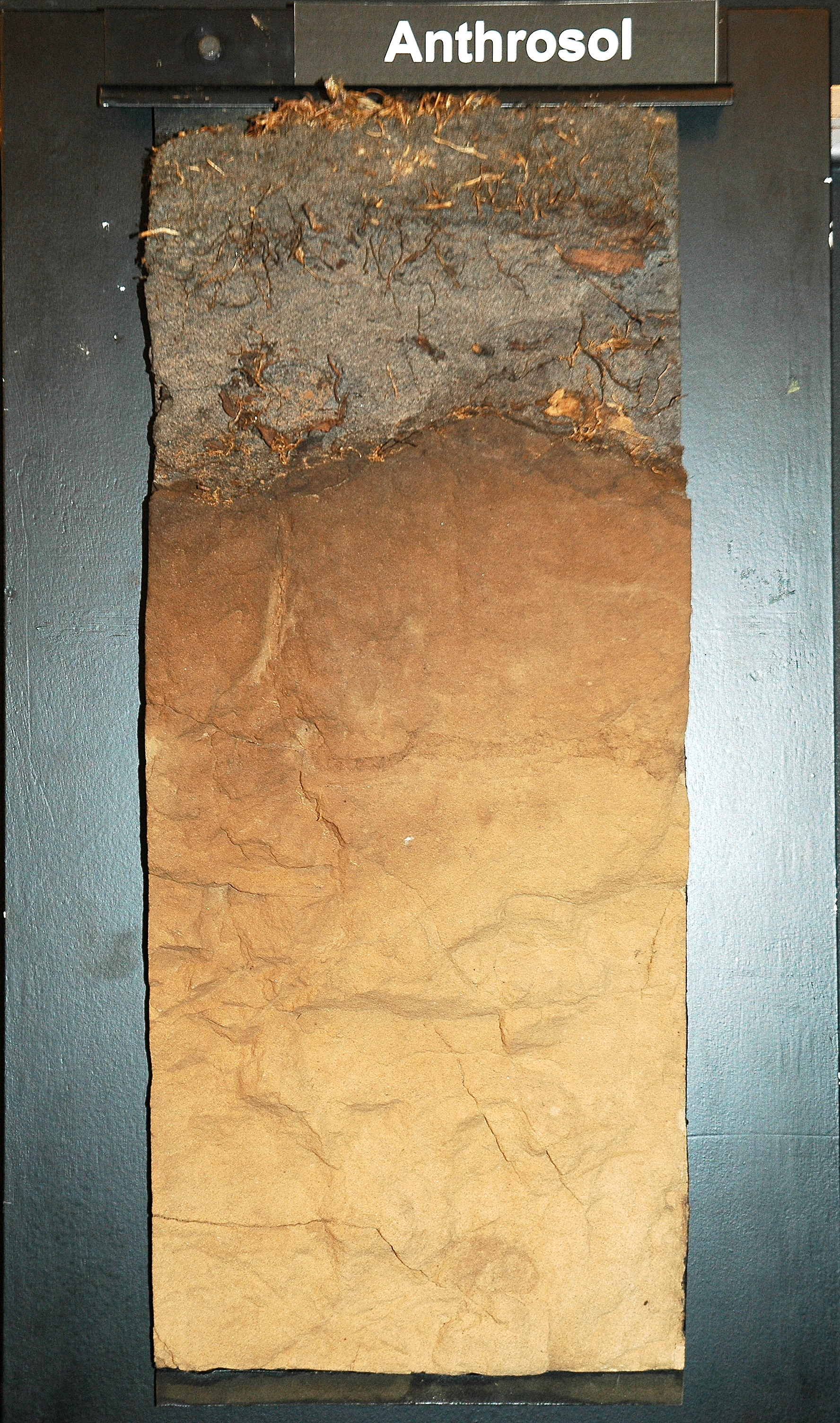
Anthrosol

Je nach bestimmender Bearbeitung werden verschiedene Anthrosol-Typen unterschieden, die durch ihre jeweiligen diagnostischen Horizonte definiert sind:
- Anthrosol mit Plaggenhorizont (plaggic horizon) auf nährstoffarmen, oft sandigen Böden, vor allem in Nordwestdeutschland, Dänemark, den Niederlanden und Belgien. Unter Plaggen versteht man den humosen Oberboden samt ober- und unterirdischen Pflanzenteilen, der auf bestimmten Flächen abgetragen wurde und, vermischt mit Exkrementen, Asche und Küchenabfällen, auf anderen Flächen aufgetragen wurde. Wenn dies mehrfach wiederholt wurde, entstanden mächtige Plaggenhorizonte.
- Anthrosol mit durch Bewässerung entstandenem Horizont (irragric horizon) in Gebieten mit intensiver Bewässerung, so etwa Mesopotamien, Indien, China und oft in Oasen. Die irragric Horizonte entstehen durch kontinuierliche Ablagerungen aus sedimentreichem Bewässerungswasser.
- Anthrosol mit durch  Nassreisanbau entstandenen Horizonten, vor allem in China, Südasien und Südostasien. Durch Pflügen unter Wasserüberstau bildet sich ein anthraquic horizon, in dem Eisen und Mangan reduziert werden, die sich dann im Unterboden (hydragric horizon) anreichern und Pseudogley-Merkmale ausbilden.
- Anthrosol mit Gartenhorizont (hortic horizon) mit quasi weltweiter Verbreitung, in Gebieten mit längerer Siedlungsgeschichte. Kennzeichnend sind tiefreichendes Pflügen sowie andauernde Düngung durch Abfälle und andere organische Stoffe aus dem Siedlungsbereich (Küchenabfälle, Kompost oder Jauche).
- Anthrosol mit Acker-/Garten-Horizont (terric horizon) in Gebieten intensiver und langanhaltender Bodenverbesserung durch Zugabe von Mineralen wie Kalk (Kalkmelioration, vor allem England), mineralhaltigen Schlämmen und Küstensanden. Sie zeichnen sich durch starke biologische Aktivität aus, sind neutral bis schwach alkalisch (pH-Wert des Bodenwassers normalerweise > 7) und enthalten oft freies Carbonat. Kennzeichnend sind die durch langdauernde Materialzugabe entstandene Bodenerhöhung und ein merklicher Anteil an kleinstückigen Artefakten wie Ziegel oder Keramik.
- Anthrosol mit holzkohlehaltigem Horizont (pretic horizon). Solche Böden sind besonders im Amazonasgebiet zu finden. Sie sind entstanden vor der Eroberung dieser Gebiete durch europäische Kolonialmächte. Ihre weitere Deutung ist jedoch umstritten. Die Holzkohle erhöht die Kationenaustauschkapazität. Zusätzlich wurden Nährstoffe eingebracht mit Hilfe von Asche, Exkrementen und Küchenabfällen (Jagd, Fischfang, Ernte).

## Lokale Bezeichnungen
Lokale Bezeichnungen für spezielle Anthrosole sind zum Beispiel Terra Preta de Indio für einen Pretic Anthrosol, der sein Hauptverbreitungsgebiet im Amazonasbecken Brasiliens findet.
Paddy Soil ist die englische Bezeichnung für den Hydragric Anthrosol. Dieser ist ein unter Nassreisanbau entstandener „anthropogener Pseudogley“.